# Pumas E.N.E.P.
Pumas de la Escuela Nacional de Educación Profesional, allgemein bekannt unter der verkürzten Bezeichnung Pumas E.N.E.P., ist eine ehemalige mexikanische Fußballmannschaft aus Mexiko-Stadt, die der gleichnamigen Bildungseinrichtung angehörte, die heute die offizielle Bezeichnung Colegio Nacional de Educación Profesional Técnica trägt.

## Geschichte
Die Mannschaft der Pumas E.N.E.P. stieg zur Saison 1983/84 in die seinerzeit drittklassige Segunda División 'B' ein und belegte nach einem furiosen Start (7:2 gegen die Industriales de Tepatitlán und 3:0 bei Atlético Bachilleres) zwei Spieltage lang die Tabellenführung, ehe im folgenden Heimspiel gegen Cachorros Neza (1:2) der erste Rückschlag kam. Immerhin wurde die Mannschaft am Saisonende Sieger ihrer Gruppe (vor den Cachorros Neza) und beide Mannschaften qualifizierten sich damit für die Meisterschaftsendrunde, die in 2 Gruppen mit jeweils 4 Mannschaften ausgetragen wurde. Die Endrundengruppe B beendete die Mannschaft auf dem dritten Rang mit drei Punkten Rückstand auf den späteren Aufsteiger Santos Laguna.
In der folgenden Saison 1984/85 erreichten die Pumas E.N.E.P. erneut die Meisterschaftsendrunde, gewannen diesmal ihre Gruppe und qualifizierten sich somit für die Finalspiele, die mit 1:1 und 1:2 gegen die Reboceros de La Piedad verloren wurden. Dennoch erwarb auch der unterlegene Finalist das Recht zum Aufstieg in die zweitklassige  Segunda División, verzichtete jedoch – wahrscheinlich aus finanziellen Gründen – auf den Aufstieg und veräußerte seine Lizenz an die Chapulineros de Oaxaca. Doch damit nicht genug, wurde die Mannschaft auch aus der Segunda División 'B' zurückgezogen und war in den nächsten Jahren nicht im Profifußball vertreten.
1990 wagten die Pumas noch einmal den Einstieg in den Profifußball und erwarben die Lizenz der Estudiantes de Chiapas, um in der Saison 1990/91 erneut in der Segunda División 'B' zu spielen. Durch den überzeugenden Gewinn der Gruppe Süd mit der Bilanz von 12 Siegen, 3 Remis und nur einer Niederlage sowie einem Torverhältnis von 41:22 erreichte die Mannschaft auch diesmal die Meisterschaftsendrunde, die mit zehn Mannschaften bestritten und auf dem fünften Rang abgeschlossen wurde.
Die darauffolgende Saison 1991/92 schlossen die Pumas erstmals mit einer negativen Bilanz ab (8 Siege sowie jeweils 10 Remis und Niederlagen) und verpassten zum einzigen Mal in ihrer vierjährigen Profigeschichte die Endrundenteilnahme. Der 2:0-Heimsieg gegen Águila Progreso Industrial am 14. März 1992 war das letzte Ligaspiel der Pumas E.N.E.P. im Profifußball, die sich durch einen abermaligen Lizenzverkauf (diesmal an die Voladores de Papanta) nach der Saison 1992/93 endgültig aus dem bezahlten Fußball zurückzogen.

## Erfolge
- Vizemeister der Segunda División 'B': 1984/85